# Bộ Đơn huyệt
Động vật đơn huyệt (danh pháp khoa học: Monotremata, trong tiếng Hy Lạp: μονός monos "đơn" + τρῆμα trema "huyệt") dùng để chỉ những loài động vật có vú đẻ trứng (Prototheria) thay vì sinh con như thú có túi (Metatheria) và Eutheria. Chỉ có những mẫu của những loài này còn sinh tồn đều là loài bản địa của Úc và New Guinea, mặc dù có bằng chứng cho thấy rằng chúng từng phân bố rộng rãi hơn. Trong số những loài còn sinh tồn bao gồm cả thú mỏ vịt (platypus) và 4 loài thú lông nhím; có sự tranh cãi về phân loại học của chúng.
Đại diện là thú mỏ vịt sống ở châu Đại Dương, có mỏ giống mỏ vịt, sống vừa ở nước ngọt vừa ở cạn. Thú cái có tuyến sữa nhưng chưa có vú. Thú mỏ vịt có mỏ dẹp, bộ lông rậm, mịn, không thấm nước, chân có màng bơi. Đẻ trứng xong, trứng thú mỏ vịt sẽ được đặt trong tổ làm bằng lá cây mục. Thú mỏ vịt con sau khi sinh sẽ ép mỏ vào bụng thú mẹ cho sữa chảy ra. Sau đó chúng liếm lông, lấy sữa vào mỏ. Thú mỏ vịt con bơi theo mẹ, uống sữa do thú mẹ tiết ra hòa lẫn với dòng nước.

## Phân loại
Bộ MONOTREMATA
- - †Kollikodontidae
    - †Kollikodon

  - †Steropodontidae
    - †Parvopalus
    - †Steropodon

  - †Teinolophidae
    - †Teinolophos
    - †Stirtodon
- Ornithorhynchoidea
  - Họ Ornithorhynchidae: thú mỏ vịt
    - Chi Ornithorhynchus
      - Ornithorhynchus anatinus

  - Họ Tachyglossidae: thú lông nhím
    - Chi Tachyglossus
      - Tachyglossus aculeatus

    - Chi Zaglossus
      - Zaglossus attenboroughi
      - Zaglossus bartoni
      - Zaglossus bruijni

  - †Opalionidae
    - †Opalios